# Beurrier
Le terme beurrier apparait au Moyen Âge pour désigner « celui qui vend le beurre » avant de désigner au XVIe siècle le pot qui le contient.
Aujourd'hui, le beurrier est un ustensile de cuisine destiné à conserver ou à présenter le beurre.
Selon les époques, les régions et le mode de conservation, se distinguent plusieurs types de beurriers :
- beurrier à eau : conçu au XVIIIe siècle, il est certainement le plus ancien, de terre cuite simple ou vernissée, de céramique, etc. Il se compose de deux parties : un bac inférieur empli d’eau légèrement salée et un deuxième récipient faisant office de couvercle, rempli de beurre et immergé dans la partie inférieure. Le beurre est maintenu au frais et isolé de l’air ambiant ; l’eau doit être changée tous les deux ou trois jours ;
- beurrier plaquette : de forme et de dimensions aptes à contenir une plaquette standard (250 g) de beurre, pour une conservation au réfrigérateur ou tout autre lieu frais. Il se décline en toutes les matières compatibles avec les aliments (verre, terre, synthétique, métal inoxydable, etc.) ;
- beurrier de table : petite soucoupe ou récipient contenant une petite quantité de beurre et présenté sur la table au moment du repas du midi et du soir pour l’accompagnement de la nourriture.

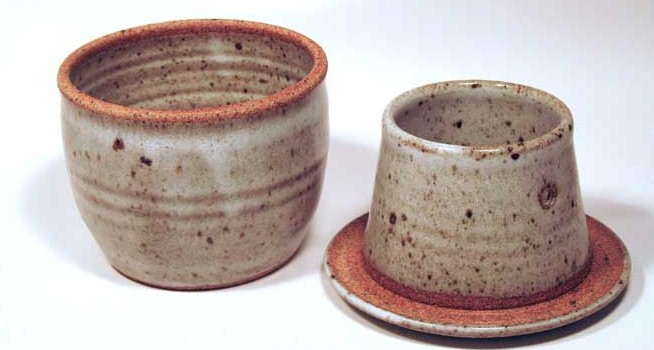
Beurrier à eau.
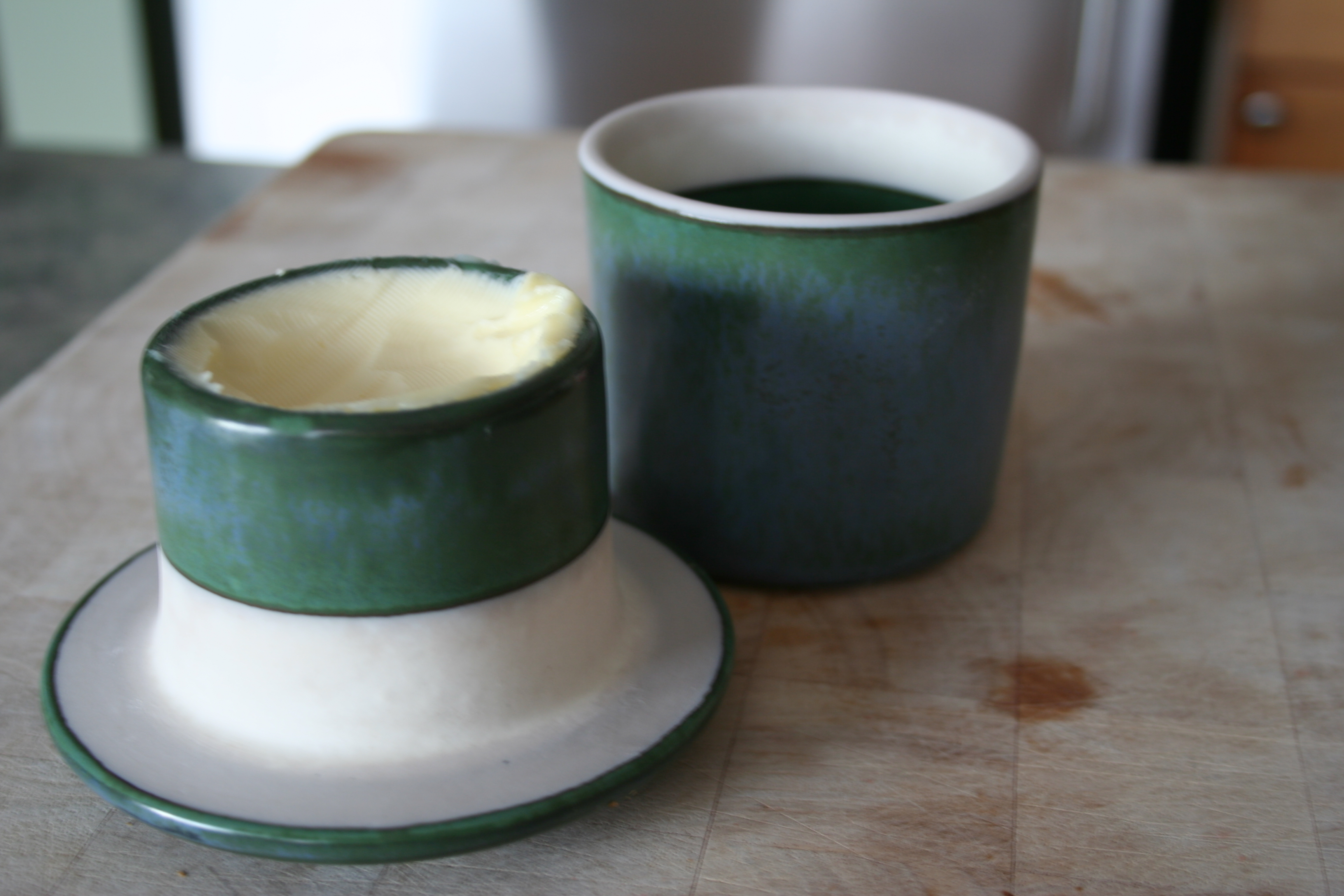
Beurrier à eau.
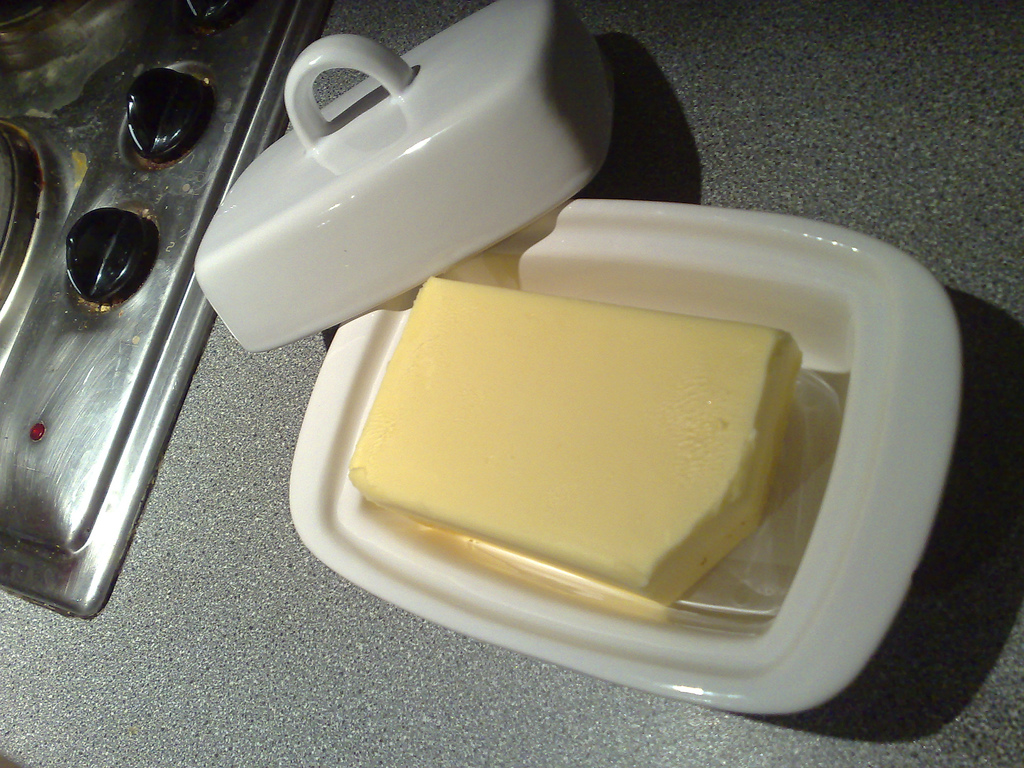
Beurrier plaquette.
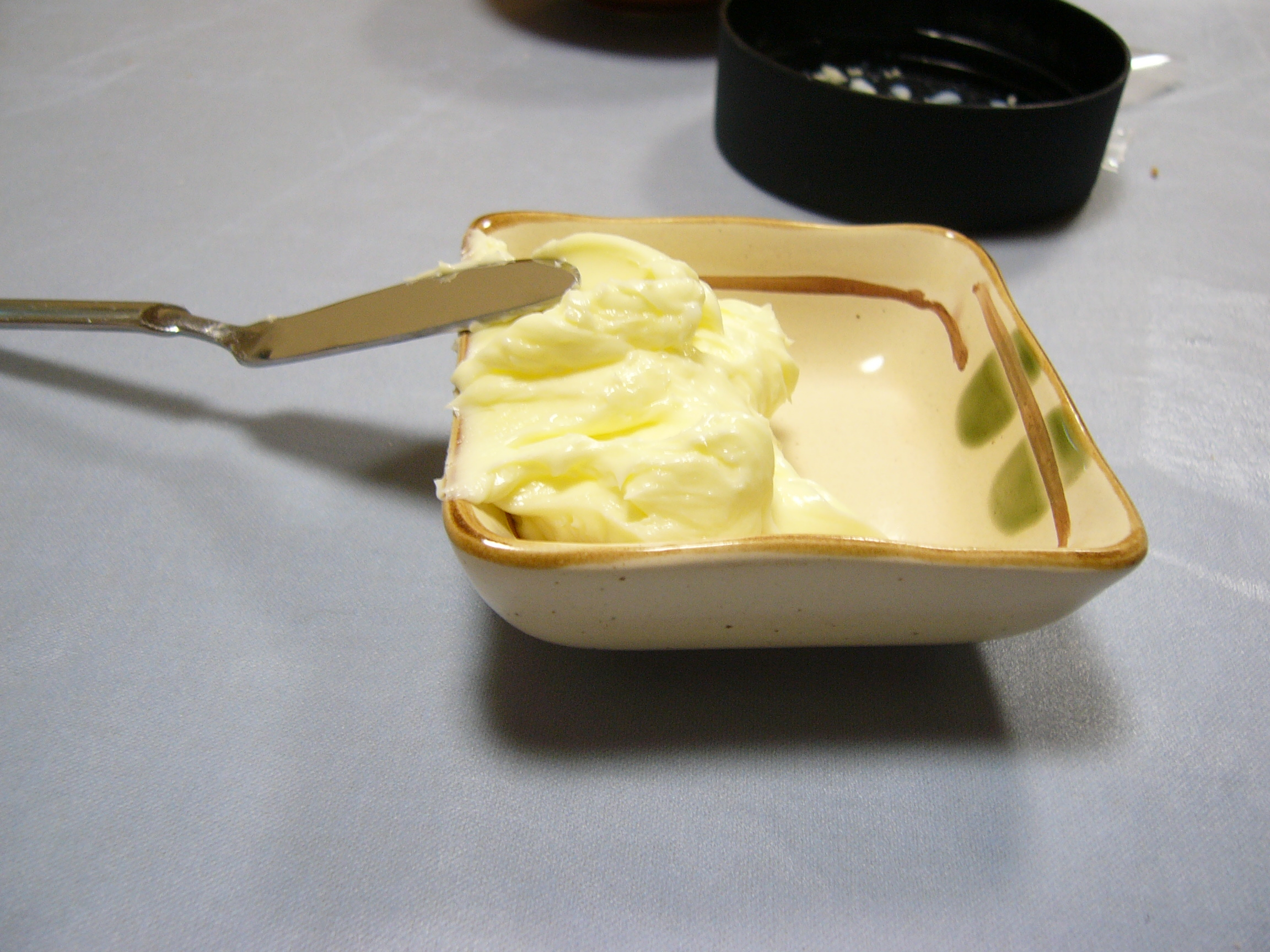
Beurrier de table.